# Distancia de registro
El artículo distancia focal de brida redirige aquí. No confundir con distancia focal.

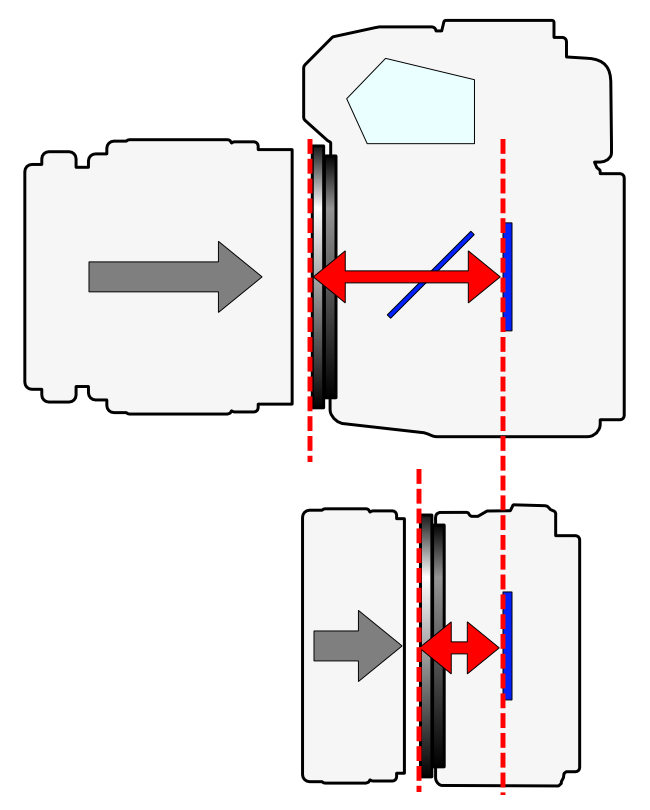
Diagrama ilustrando la distancia de registro en una cámara SLR y en una no SLR.

Para una cámara fotográfica de objetivos intercambiables, la distancia de registro de un sistema de montura de objetivo, también conocida como distancia focal de brida (o flange focal distance según su nombre en inglés), es la distancia desde la brida de montaje (el anillo de metal en la cámara y la parte trasera del objetivo) con el plano de la película fotográfica o sensor. Este valor es diferente para diferentes sistemas de cámara.

## Lista de tipos de montura según su distancia de registro
| Montura                                        | Distancia de registro | Notas                                                                           | Producción | Cantidad de objetivos de focal fija fabricados | Cantidad de objetivos zum fabricados |
| ---------------------------------------------- | --------------------- | ------------------------------------------------------------------------------- | ---------- | ---------------------------------------------- | ------------------------------------ |
| Montura Pentax Q                               | 9,2 mm                | Sin espejo                                                                      | 2011–      | 4                                              | 5                                    |
| Montura Nikon 1 (CX)                           | 17 mm                 | Sin espejo                                                                      | 2011–      |                                                |                                      |
| Montura C (Bolex, Eclair y Bell & Howell)      | 17,52 mm              |                                                                                 |            |                                                |                                      |
| Montura Fuji X                                 | 17,7 mm               | Sin espejo                                                                      | 2012–      | 10                                             | 6                                    |
| Montura Sony E                                 | 18 mm                 | Sin espejo                                                                      | 2010–      | 6                                              | 4                                    |
| Montura Micro Cuatro Tercios                   | 19,25 mm              | Sin espejo                                                                      | 2008–      | 10                                             | 14                                   |
| Montura L (Leica, Panasonic Lumix, Sigma, DJI) | 20,0 mm               | Sin espejo                                                                      | 2014-      |                                                |                                      |
| Montura Samsung NX                             | 25,5 mm               | Sin espejo                                                                      | 2010–      | 9                                              | 6                                    |
| Fujifilm G                                     | 26,7 mm               | Sin espejo                                                                      | 2017–      | 5                                              | 1                                    |
| Montura RED ONE                                | 27,3 mm               |                                                                                 |            |                                                |                                      |
| Montura Leica M                                | 27,8 mm               | Sin espejo                                                                      | 1954–      |                                                |                                      |
| Montura M39 (Leica)                            | 28,8 mm               | Sin espejo                                                                      |            |                                                |                                      |
| Montura Contax G                               | 29 mm                 | Sin espejo                                                                      |            |                                                |                                      |
| Montura Olympus PEN F                          | 28,95 mm              |                                                                                 |            |                                                |                                      |
| Montura Cuatro Tercios                         | 38,67 mm              |                                                                                 |            |                                                |                                      |
| Montura Konica AR                              | 40,7 mm               |                                                                                 |            |                                                |                                      |
| Montura Canon FL                               | 42 mm                 |                                                                                 | 1964–1971  |                                                |                                      |
| Montura Canon FD                               | 42 mm                 |                                                                                 | 1971–1990  |                                                |                                      |
| Montura Start (Soviet SLR)                     | 42 mm                 |                                                                                 | 1958–1964  |                                                |                                      |
| Montura Minolta SR                             | 43,5 mm               |                                                                                 |            |                                                |                                      |
| Montura Fujica X                               | 43,5 mm               |                                                                                 |            |                                                |                                      |
| Montura Canon EF                               | 44 mm                 |                                                                                 | 1987–      | 47                                             | 64                                   |
| Montura Canon EF-S                             | 44 mm                 | Menor tamaño del espejo permite a los elementos colocarse más cerca del sensor. | 2003–      | 1                                              | 8                                    |
| Montura Praktica B                             | 44 mm                 |                                                                                 |            |                                                |                                      |
| Montura Sigma SA                               | 44 mm                 |                                                                                 |            |                                                |                                      |
| Montura Minolta/Sony A                         | 44,5 mm               |                                                                                 |            |                                                |                                      |
| Montura Pentax K                               | 45,46 mm              |                                                                                 | 1975–      | 131                                            | 77                                   |
| Montura M42                                    | 45.46 mm              |                                                                                 | 1949–      |                                                |                                      |
| Montura Contax C/Y                             | 45,5 mm               |                                                                                 | 1974–2005  |                                                |                                      |
| Montura Olympus OM                             | 46 mm                 |                                                                                 |            |                                                |                                      |
| Montura Nikon F                                | 46,5 mm               |                                                                                 | 1959–      |                                                |                                      |
| Montura Leica R                                | 47 mm                 |                                                                                 |            |                                                |                                      |
| Montura Sony B4                                | 48 mm                 |                                                                                 |            |                                                |                                      |
| Arri PL                                        | 52 mm                 |                                                                                 |            |                                                |                                      |
| Montura T                                      | 55 mm                 |                                                                                 |            |                                                |                                      |
| OCT-19                                         | 61 mm                 |                                                                                 |            |                                                |                                      |
| Mamiya 645                                     | 63,3 mm               |                                                                                 |            |                                                |                                      |